# Фінал кубка Італії з футболу 1963
Фінал Кубка Італії з футболу 1963 — фінальний матч розіграшу Кубка Італії сезону 1962—1963, в якому зустрічались «Аталанта» та «Торіно». Матч відбувся 2 червня 1963 року на «Сан-Сіро» в Мілані.

## Шлях до фіналу
| Аталанта | Аталанта         | Раунд                            | Торіно    | Торіно                 |
| -------- | ---------------- | -------------------------------- | --------- | ---------------------- |
| Суперник | Результат        | Кубок Італії з футболу 1962—1963 | Суперник  | Результат              |
| Комо     | 4–2 дч на виїзді | Перший раунд                     | Трієстіна | 1-1 дч                 |
| -        | -                | Другий раунд                     | -         | -                      |
| Катанія  | 2–1 вдома        | 1/8 фіналу                       | Болонья   | 2-2 пен. 4-3 на виїзді |
| Падова   | 2–0 вдома        | 1/4 фіналу                       | Сампдорія | 2–0 на виїзді          |
| Барі     | 1–0 вдома        | 1/2 фіналу                       | Верона    | 2–1 вдома              |

## Фінал
| 2 червня 1963 |

| Аталанта               | 3:1 | Торіно      |
| ---------------------- | --- | ----------- |
| Доменгіні 4', 49', 82' |     | Ферріні 84' |

| «Сан-Сіро», Мілан Арбітр: Антоніо Сбарделла |

|                  |  |                        |  |
|                  |  |                        |  |
| В                |  | П'єр Луїджі Піццабалла |  |
| З                |  | Альфредо Пезенті       |  |
| З                |  | Франко Нодарі          |  |
| З                |  | Джорджо Венері         |  |
| З                |  | П'єро Джардоні         |  |
| ПЗ               |  | Умберто Коломбо        |  |
| ПЗ               |  | Сальваторе Кальванезе  |  |
| ПЗ               |  | Флеммінг Нільсен       |  |
| ПЗ               |  | Анджело Доменгіні      |  |
| Н                |  | Маріо Мерегетті        |  |
| Н                |  | Лучано Маджистреллі    |  |
| Головний тренер: |  |                        |  |
| Паоло Табанеллі  |  |                        |  |

|                  |  |                   |  |
|                  |  |                   |  |
| В                |  | Лідо Вієрі        |  |
| З                |  | Фабріціо Полетті  |  |
| З                |  | Лучано Буццаккера |  |
| З                |  | Енцо Беардзот     |  |
| З                |  | Ремо Ланчйоні     |  |
| ПЗ               |  | Роберто Розато    |  |
| ПЗ               |  | Джорджо Ферріні   |  |
| ПЗ               |  | Джанкарло Данова  |  |
| ПЗ               |  | Карло Кріппа      |  |
| Н                |  | Хоакін Пейро      |  |
| Н                |  | Джеррі Гітченс    |  |
| Головний тренер: |  |                   |  |
| Джакінто Еллена  |  |                   |  |